# Edebäck
Edebäck est une localité de Suède dans la commune de Hagfors située dans le comté de Värmland.
Sa population était de 214 habitants en 2005.